# 創元ミステリ短編賞
創元ミステリ短編賞（そうげんミステリたんぺんしょう）は、東京創元社によって主催される短編の推理小説を対象とした公募新人文学賞である。
1994年度より「創元推理短編賞」として開催されていた。2004年度より発表誌の変更に伴い「ミステリーズ！短編賞」と改称、翌年の第2回に「ミステリーズ！新人賞」へと再び改称された。2023年度からは発表誌の変更に伴い「創元ミステリ短編賞」へと改称された。
受賞作および選評は、第9回創元推理短編賞までが東京創元社の文芸雑誌『創元推理』および『創元推理21』に、第17回ミステリーズ！新人賞までが『ミステリーズ！』に、以降は『紙魚の手帖』に掲載される。
贈呈式は毎年、飯田橋にあるホテルメトロポリタンエドモント〈悠久の間〉にて、鮎川哲也賞と合同で行われる。過去にはインターネット生中継も行われていた。

## 選考委員

### 創元推理短編賞選考委員
- 第1回 - 第2回：北村薫、宮部みゆき、戸川安宣
- 第4回 - 第6回：北村薫、宮部みゆき、山口雅也
- 第7回 - 第10回：綾辻行人、有栖川有栖、加納朋子

### ミステリーズ！新人賞選考委員
- 第1回 - 第3回：綾辻行人、有栖川有栖、加納朋子
- 第4回：綾辻行人、有栖川有栖、若竹七海
- 第5回：綾辻行人、有栖川有栖、辻真先
- 第6回：有栖川有栖、辻真先、貫井徳郎
- 第7回 - 第8回：桜庭一樹、辻真先、貫井徳郎
- 第9回：桜庭一樹、新保博久、法月綸太郎
- 第10回 - 第13回：新保博久、法月綸太郎、米澤穂信
- 第14回 - 第15回：大崎梢、新保博久、米澤穂信
- 第16回 - 第19回：大倉崇裕、大崎梢、米澤穂信

### 創元ミステリ短編賞選考委員
- 第1回：大倉崇裕、辻堂ゆめ、米澤穂信
- 第2回 - ：大倉崇裕、北村薫、辻堂ゆめ

## 受賞作一覧
受賞作なしの場合は選評が掲載された号を記載する。

### 創元推理短編賞受賞作一覧
| 回（年）         | 応募総数 | 受賞作                                               | 受賞者     | 掲載                                      |
| ---------------- | -------- | ---------------------------------------------------- | ---------- | ----------------------------------------- |
| 第1回（1994年）  | 123編    | 「あきらめのよい相談者」                             | 剣持鷹士   | 『創元推理』6〈'94年秋号〉                |
| 第2回（1995年）  | 362編    | 受賞作なし                                           | 受賞作なし | 『創元推理』10〈'95年秋号〉               |
| 第3回（1996年）  | 308編    | 「高塔奇譚」                                         | 伊井圭     | 『創元推理』14〈'96年秋号〉               |
| 第4回（1997年）  | 267編    | 【佳作】「三人目の幽霊」                             | 大倉崇裕   | 『創元推理』17 ぼくらの愛した二十面相     |
| 第4回（1997年）  | 267編    | 【佳作】「喪のしごと」                               | 緑川宝     | 『創元推理』17 ぼくらの愛した二十面相     |
| 第5回（1998年）  | 272編    | 受賞作なし                                           | 受賞作なし | 『創元推理』18 丑三つ時から夜明けまで     |
| 第6回（1999年）  | 345編    | 【佳作】「おじいさんの内緒」                         | 奥宮和典   | 『創元推理』19 夢のような探偵小説について |
| 第7回（2000年）  | 273編    | 【佳作】「シェイクスピア狂い――十三人目の幽霊たちへ」 | 伊神貴世   | 『創元推理』20 人形の夢                   |
| 第8回（2001年）  | 235編    | 「とりのなきうた」                                   | 氷上恭子   | 『創元推理21』〈2001年冬号〉              |
| 第9回（2002年）  | 210編    | 「昆虫記」                                           | 山岡都     | 『創元推理21』〈2002年秋号〉              |
| 第10回（2003年） | 235編    | 「インディゴの夜」                                   | 加藤実秋   | 『ミステリーズ！』vol.02 AUTUMN 2003      |
| 第10回（2003年） | 235編    | 「神国崩壊」                                         | 獅子宮敏彦 | 『ミステリーズ！』vol.02 AUTUMN 2003      |

### ミステリーズ！新人賞受賞作一覧
| 回（年）         | 応募総数 | 受賞作                            | 受賞者     | 掲載                                   |
| ---------------- | -------- | --------------------------------- | ---------- | -------------------------------------- |
| 第1回（2004年）  | 439編    | 受賞作なし                        | 受賞作なし | 『ミステリーズ！』vol.07 OCTOBER 2004  |
| 第2回（2005年）  | 450編    | 「漂流巌流島」                    | 高井忍     | 『ミステリーズ！』vol.13 OCTOBER 2005  |
| 第3回（2006年）  | 441編    | 「殺三狼」                        | 秋梨惟喬   | 『ミステリーズ！』vol.19 OCTOBER 2006  |
| 第3回（2006年）  | 441編    | 「田舎の刑事の趣味とお仕事」      | 滝田務雄   | 『ミステリーズ！』vol.19 OCTOBER 2006  |
| 第4回（2007年）  | 416編    | 「夜の床屋」                      | 沢村浩輔   | 『ミステリーズ！』vol.25 OCTOBER 2007  |
| 第5回（2008年）  | 432編    | 「砂漠を走る船の道」              | 梓崎優     | 『ミステリーズ！』vol.31 OCTOBER 2008  |
| 第5回（2008年）  | 432編    | 【佳作】「聴き屋の芸術学部祭」    | 市井豊     | 『ミステリーズ！』vol.31 OCTOBER 2008  |
| 第6回（2009年）  | 457編    | 受賞作なし                        | 受賞作なし | 『ミステリーズ！』vol.37 OCTOBER 2009  |
| 第7回（2010年）  | 514編    | 「強欲な羊」                      | 美輪和音   | 『ミステリーズ！』vol.43 OCTOBER 2010  |
| 第7回（2010年）  | 514編    | 【佳作】「商人の空誓文」          | 明神しじま | 『ミステリーズ！』vol.44 DECEMBER 2010 |
| 第7回（2010年）  | 514編    | 【佳作】「オーブランの少女」      | 深緑野分   | 『ミステリーズ！』vol.44 DECEMBER 2010 |
| 第8回（2011年）  | 496編    | 受賞作なし                        | 受賞作なし | 『ミステリーズ！』vol.49 OCTOBER 2011  |
| 第9回（2012年）  | 574編    | 「かんがえるひとになりかけ」      | 近田鳶迩   | 『ミステリーズ！』vol.55 OCTOBER 2012  |
| 第9回（2012年）  | 574編    | 【佳作】「○の一途な追いかけかた」 | 中村みしん | 『ミステリーズ！』vol.56 DECEMBER 2012 |
| 第9回（2012年）  | 574編    | 【佳作】「清然和尚と仏の領解」    | 天野暁月   | 『ミステリーズ！』vol.56 DECEMBER 2012 |
| 第10回（2013年） | 562編    | 「サーチライトと誘蛾灯」          | 櫻田智也   | 『ミステリーズ！』vol.61 OCTOBER 2013  |
| 第11回（2014年） | 592編    | 「消えた脳病変」                  | 浅ノ宮遼   | 『ミステリーズ！』vol.67 OCTOBER 2014  |
| 第12回（2015年） | 503編    | 「監獄舎の殺人」                  | 伊吹亜門   | 『ミステリーズ！』vol.73 OCTOBER 2015  |
| 第12回（2015年） | 503編    | 【佳作】「十五秒」                | 榊林銘     | 『ミステリーズ！』vol.74 DECEMBER 2015 |
| 第13回（2016年） | 487編    | 受賞作なし                        | 受賞作なし | 『ミステリーズ！』vol.79 OCTOBER 2016  |
| 第14回（2017年） | 472編    | 受賞作なし                        | 受賞作なし | 『ミステリーズ！』vol.85 OCTOBER 2017  |
| 第14回（2017年） | 472編    | 【優秀賞】「未知との遭遇」        | 丹野一郎   | 『ミステリーズ！』vol.86 DECEMBER 2017 |
| 第15回（2018年） | 492編    | 「屍実盛」                        | 齊藤飛鳥   | 『ミステリーズ！』vol.91 OCTOBER 2018  |
| 第16回（2019年） | 470編    | 「二万人の目撃者」                | 床品美帆   | 『ミステリーズ！』vol.97 OCTOBER 2019  |
| 第17回（2020年） | 452編    | 「影踏亭の怪談」                  | 大島清昭   | 『ミステリーズ！』vol.103 OCTOBER 2020 |
| 第17回（2020年） | 452編    | 「噛む老人」                      | 大和浩則   | 『ミステリーズ！』vol.103 OCTOBER 2020 |
| 第18回（2021年） | 608編    | 「三人書房」                      | 柳川一     | 『紙魚の手帖』vol.01 OCTOBER 2021      |
| 第18回（2021年） | 608編    | 【優秀賞】「百円玉」              | 村嶋祝人   | 『紙魚の手帖』vol.02 DECEMBER 2021     |
| 第19回（2022年） | 525編    | 「ルナティック・レトリーバー」    | 真門浩平   | 『紙魚の手帖』vol.07 OCTOBER 2022      |

### 創元ミステリ短編賞受賞作一覧
| 回（年）        | 応募総数 | 受賞作                 | 受賞者           | 掲載                              |
| --------------- | -------- | ---------------------- | ---------------- | --------------------------------- |
| 第1回（2023年） | 438編    | 「嘘つきたちへ」       | 小倉千明         | 『紙魚の手帖』vol.13 OCTOBER 2023 |
| 第1回（2023年） | 438編    | 「朝からブルマンの男」 | 水見はがね       | 『紙魚の手帖』vol.13 OCTOBER 2023 |
| 第2回（2024年） | 496編    | 「桜越しに空を撮る」   | 歳内沙都         | 『紙魚の手帖』vol.19 OCTOBER 2024 |
| 第3回（2025年） | 440編    | 「中年交差点ゲーム」   | ジョウシャカズヤ |                                   |
| 第3回（2025年） | 440編    | 「幽霊写真」           | 鷲羽巧           |                                   |

## 収録書籍

### 創元推理短編賞受賞作の収録書籍
| 回     | 作者       | タイトル                 | 収録書籍                                     | 刊行                                                          |
| ------ | ---------- | ------------------------ | -------------------------------------------- | ------------------------------------------------------------- |
| 第1回  | 剣持鷹士   | 「あきらめのよい相談者」 | 『あきらめのよい相談者』                     | 1995年10月（創元クライム・クラブ） 2005年8月（創元推理文庫）  |
| 第3回  | 伊井圭     | 「高塔奇譚」             | 『啄木鳥探偵處』                             | 1999年5月（創元クライム・クラブ） 2008年11月（創元推理文庫）  |
| 第4回  | 大倉崇裕   | 「三人目の幽霊」         | 『三人目の幽霊』                             | 2001年5月（創元クライム・クラブ） 2007年6月（創元推理文庫）   |
| 第6回  | 奥宮和典   | 「おじいさんの内緒」     | 『ザ・ベストミステリーズ 2000 推理小説年鑑』 | 2000年6月（講談社）                                           |
| 第6回  | 奥宮和典   | 「おじいさんの内緒」     | 『罪深き者に罰を ミステリー傑作選42』        | 2002年11月（講談社文庫）                                      |
| 第10回 | 加藤実秋   | 「インディゴの夜」       | 『インディゴの夜』                           | 2005年2月（ミステリ・フロンティア） 2008年3月（創元推理文庫） |
| 第10回 | 獅子宮敏彦 | 「神国崩壊」             | 『神国崩壊 探偵府と四つの綺譚』              | 2009年5月（原書房 ミステリー・リーグ）                        |

### ミステリーズ！新人賞受賞作の収録書籍
| 回     | 作者                  | タイトル                       | 収録書籍                                            | 刊行                                                           |
| ------ | --------------------- | ------------------------------ | --------------------------------------------------- | -------------------------------------------------------------- |
| 第2回  | 高井忍                | 「漂流巌流島」                 | 『漂流巌流島』                                      | 2008年7月（ミステリ・フロンティア） 2010年8月（創元推理文庫）  |
| 第2回  | 高井忍                | 「漂流巌流島」                 | 『砂漠を走る船の道 ミステリーズ！新人賞受賞作品集』 | 2016年11月（創元推理文庫）                                     |
| 第3回  | 秋梨惟喬              | 「殺三狼」                     | 『もろこし銀侠伝』                                  | 2007年8月（ミステリ・フロンティア） 2010年9月（創元推理文庫）  |
| 第3回  | 秋梨惟喬              | 「殺三狼」                     | 『砂漠を走る船の道 ミステリーズ！新人賞受賞作品集』 | 2016年11月（創元推理文庫）                                     |
| 第3回  | 滝田務雄              | 「田舎の刑事の趣味とお仕事」   | 『田舎の刑事の趣味とお仕事』                        | 2007年8月（ミステリ・フロンティア） 2009年9月（創元推理文庫）  |
| 第3回  | 滝田務雄              | 「田舎の刑事の趣味とお仕事」   | 『砂漠を走る船の道 ミステリーズ！新人賞受賞作品集』 | 2016年11月（創元推理文庫）                                     |
| 第4回  | 沢村浩輔              | 「夜の床屋」                   | 『インディアンサマー騒動記』                        | 2011年3月（ミステリ・フロンティア）                            |
| 第4回  | 沢村浩輔              | 「夜の床屋」                   | 『夜の床屋』                                        | 2014年6月（創元推理文庫）                                      |
| 第4回  | 沢村浩輔              | 「夜の床屋」                   | 『砂漠を走る船の道 ミステリーズ！新人賞受賞作品集』 | 2016年11月（創元推理文庫）                                     |
| 第5回  | 梓崎優                | 「砂漠を走る船の道」           | 『叫びと祈り』                                      | 2010年2月（ミステリ・フロンティア） 2013年11月（創元推理文庫） |
| 第5回  | 梓崎優                | 「砂漠を走る船の道」           | 『砂漠を走る船の道 ミステリーズ！新人賞受賞作品集』 | 2016年11月（創元推理文庫）                                     |
| 第5回  | 市井豊                | 「聴き屋の芸術学部祭」         | 『聴き屋の芸術学部祭』                              | 2012年1月（ミステリ・フロンティア） 2014年12月（創元推理文庫） |
| 第7回  | 美輪和音              | 「強欲な羊」                   | 『強欲な羊』                                        | 2012年11月（ミステリ・フロンティア） 2015年7月（創元推理文庫） |
| 第7回  | 美輪和音              | 「強欲な羊」                   | 『監獄舎の殺人 ミステリーズ！新人賞受賞作品集』     | 2016年12月（創元推理文庫）                                     |
| 第7回  | 明神しじま            | 「商人の空誓文」               | 『あれは子どものための歌』                          | 2022年1月（ミステリ・フロンティア） 2025年4月（創元推理文庫）  |
| 第7回  | 深緑野分              | 「オーブランの少女」           | 『ベスト本格ミステリ2011』                          | 2011年6月（講談社ノベルス）                                    |
| 第7回  | 深緑野分              | 「オーブランの少女」           | 『からくり伝言少女 本格短編ベスト・セレクション』   | 2015年1月（講談社文庫）                                        |
| 第7回  | 深緑野分              | 「オーブランの少女」           | 『オーブランの少女』                                | 2013年10月（ミステリ・フロンティア） 2016年3月（創元推理文庫） |
| 第9回  | 近田鳶迩              | 「かんがえるひとになりかけ」   | 『監獄舎の殺人 ミステリーズ！新人賞受賞作品集』     | 2016年12月（創元推理文庫）                                     |
| 第10回 | 櫻田智也              | 「サーチライトと誘蛾灯」       | 『監獄舎の殺人 ミステリーズ！新人賞受賞作品集』     | 2016年12月（創元推理文庫）                                     |
| 第10回 | 櫻田智也              | 「サーチライトと誘蛾灯」       | 『サーチライトと誘蛾灯』                            | 2017年11月（ミステリ・フロンティア） 2020年4月（創元推理文庫） |
| 第11回 | 浅ノ宮遼              | 「消えた脳病変」               | 『片翼の折鶴』                                      | 2016年11月（ミステリ・フロンティア）                           |
| 第11回 | 浅ノ宮遼              | 「消えた脳病変」               | 『監獄舎の殺人 ミステリーズ！新人賞受賞作品集』     | 2016年12月（創元推理文庫）                                     |
| 第11回 | 浅ノ宮遼              | 「消えた脳病変」               | 『臨床探偵と消えた脳病変』                          | 2020年2月（創元推理文庫）                                      |
| 第12回 | 伊吹亜門              | 「監獄舎の殺人」               | 『ザ・ベストミステリーズ2016』                      | 2016年5月（講談社）                                            |
| 第12回 | 伊吹亜門              | 「監獄舎の殺人」               | 『ベスト本格ミステリ2016』                          | 2016年6月（講談社ノベルス）                                    |
| 第12回 | 伊吹亜門              | 「監獄舎の殺人」               | 『監獄舎の殺人 ミステリーズ！新人賞受賞作品集』     | 2016年12月（創元推理文庫）                                     |
| 第12回 | 伊吹亜門              | 「監獄舎の殺人」               | 『ベスト本格ミステリ TOP5 短編傑作選002』           | 2019年2月（講談社文庫）                                        |
| 第12回 | 伊吹亜門              | 「監獄舎の殺人」               | 『刀と傘 明治京洛推理帖』                           | 2018年11月（ミステリ・フロンティア）                           |
| 第12回 | 伊吹亜門              | 「監獄舎の殺人」               | 『刀と傘』                                          | 2023年4月（創元推理文庫）                                      |
| 第12回 | 榊林銘                | 「十五秒」                     | 『ザ・ベストミステリーズ2016』                      | 2016年5月（講談社）                                            |
| 第12回 | 榊林銘                | 「十五秒」                     | 『ベスト8ミステリーズ2015』                         | 2019年4月（講談社文庫）                                        |
| 第12回 | 榊林銘                | 「十五秒」                     | 『あと十五秒で死ぬ』                                | 2021年1月（ミステリ・フロンティア） 2023年8月（創元推理文庫）  |
| 第15回 | 羽生飛鳥 （齊藤飛鳥） | 「屍実盛」                     | 『蝶として死す 平家物語推理抄』                     | 2021年4月（ミステリ・フロンティア） 2024年3月（創元推理文庫）  |
| 第17回 | 大島清昭              | 「影踏亭の怪談」               | 『影踏亭の怪談』                                    | 2021年8月（東京創元社） 2023年6月（創元推理文庫）              |
| 第18回 | 柳川一                | 「三人書房」                   | 『三人書房』                                        | 2023年7月（ミステリ・フロンティア）                            |
| 第19回 | 真門浩平              | 「ルナティック・レトリーバー」 | 『ぼくらは回収しない』                              | 2024年3月（ミステリ・フロンティア）                            |

#### ミステリーズ！新人賞受賞作品集
- 砂漠を走る船の道 ミステリーズ！新人賞受賞作品集（2016年11月 創元推理文庫 ISBN 978-4-488-40059-0）

「漂流巌流島」「殺三狼」「田舎の刑事の趣味とお仕事」「夜の床屋」「砂漠を走る船の道」を収録
- 監獄舎の殺人 ミステリーズ！新人賞受賞作品集（2016年12月 創元推理文庫 ISBN 978-4-488-40060-6）

「強欲な羊」「かんがえるひとになりかけ」「サーチライトと誘蛾灯」「消えた脳病変」「監獄舎の殺人」を収録

### 創元ミステリ短編賞受賞作の収録書籍
| 回    | 作者       | タイトル               | 収録書籍               | 刊行                                |
| ----- | ---------- | ---------------------- | ---------------------- | ----------------------------------- |
| 第1回 | 小倉千明   | 「嘘つきたちへ」       | 『嘘つきたちへ』       | 2025年5月（ミステリ・フロンティア） |
| 第1回 | 水見はがね | 「朝からブルマンの男」 | 『朝からブルマンの男』 | 2025年6月（ミステリ・フロンティア） |

## その他の発表作品

### 創元推理短編賞のその他の発表作品
受賞には至らなかったが、選考会で話題になり『創元推理』および『創元推理21』に掲載された作品。または、東京創元社から刊行された作品。
| 回               | 作者                  | タイトル                                       | 収録書籍                                     | 刊行                       |
| ---------------- | --------------------- | ---------------------------------------------- | -------------------------------------------- | -------------------------- |
| 第2回 最終候補作 | 遠田緩                | 「萬相談百善和尚」                             | 『推理短編六佳撰』                           | 1995年11月（創元推理文庫） |
| 第2回 最終候補作 | 釣巻礼公              | 「崖の記憶」                                   | 『推理短編六佳撰』                           | 1995年11月（創元推理文庫） |
| 第2回 最終候補作 | 永多正夢              | 「試しの遺言」                                 | 『推理短編六佳撰』                           | 1995年11月（創元推理文庫） |
| 第2回 最終候補作 | 永井するみ            | 「瑠璃光寺」                                   | 『推理短編六佳撰』                           | 1995年11月（創元推理文庫） |
| 第2回 最終候補作 | 植松二郎              | 「象の手紙」                                   | 『推理短編六佳撰』                           | 1995年11月（創元推理文庫） |
| 第2回 最終候補作 | 那伽井聖 （秋梨惟喬） | 「憧れの少年探偵団」                           | 『推理短編六佳撰』                           | 1995年11月（創元推理文庫） |
| 第2回 最終候補作 | 那伽井聖 （秋梨惟喬） | 【改題】「クリスマスダンス」                   | 『憧れの少年探偵団』                         | 2011年11月（創元推理文庫） |
| 第3回 最終候補作 | 瀬尾こると            | 「西方より来りし葡萄、砂漠にてみどりなす物語」 | 『創元推理』16〈'97年春号〉                  | 1997年5月（東京創元社）    |
| 第3回 最終候補作 | 新麻聡                | 「五つのバーコード」                           | 『創元推理』16〈'97年春号〉                  | 1997年5月（東京創元社）    |
| 第3回 最終候補作 | 鯨統一郎              | 「邪馬台国はどこですか？」                     | 『邪馬台国はどこですか？』                   | 1998年5月（創元推理文庫）  |
| 第6回 最終候補作 | 高橋希嘉              | 「トラの子渡し」                               | 『創元推理』19 夢のような探偵小説について    | 1999年11月（東京創元社）   |
| 第6回 最終候補作 | 新麻聡                | 「新「心理試験」」                             | 『創元推理』19 夢のような探偵小説について    | 1999年11月（東京創元社）   |
| 第8回 最終候補作 | 緑川聖司              | 「見えない悪意」                               | 『創元推理21』〈2002年夏号〉                 | 2002年8月（東京創元社）    |
| 第8回 最終候補作 | 緑川聖司              | 「見えない悪意」                               | 『ザ・ベストミステリーズ 2003 推理小説年鑑』 | 2003年7月（講談社）        |
| 第8回 最終候補作 | 緑川聖司              | 「見えない悪意」                               | 『殺人の教室 ミステリー傑作選』              | 2006年4月（講談社文庫）    |
| 第8回 最終候補作 | 竹林木凛              | 「がまずみを探しに」                           | 『創元推理21』〈2002年夏号〉                 | 2002年8月（東京創元社）    |
| 第9回 最終候補作 | 笛吹太郎              | 「強風の日」                                   | 『創元推理21』〈2003年春号〉                 | 2003年2月（東京創元社）    |

### ミステリーズ！新人賞のその他の発表作品
受賞に至らなかった作品が、改稿を経て東京創元社から刊行される場合がある。
| 回                | 作者                  | タイトル                 | 収録書籍                                        | 刊行                                                           |
| ----------------- | --------------------- | ------------------------ | ----------------------------------------------- | -------------------------------------------------------------- |
| 第2回 最終候補作  | 三木笙子              | 「点灯人」               | 『人魚は空に還る』                              | 2008年8月（ミステリ・フロンティア） 2011年10月（創元推理文庫） |
| 第3回 最終候補作  | 沢村浩輔              | 「『眠り姫』を売る男」   | 『インディアンサマー騒動記』                    | 2011年3月（ミステリ・フロンティア）                            |
| 第3回 最終候補作  | 沢村浩輔              | 「『眠り姫』を売る男」   | 【改題】『夜の床屋』                            | 2014年6月（創元推理文庫）                                      |
| 第3回 最終候補作  | 南園律                | 「最上階ペンタグラム」   | 『最上階ペンタグラム』                          | 2009年2月（ミステリ・フロンティア）                            |
| 第7回 最終候補作  | 宮内悠介              | 「ホテル・アースポート」 | 『Genesis 一万年の午後 創元日本SFアンソロジー』 | 2018年12月（東京創元社）                                       |
| 第14回 最終候補作 | 羽生飛鳥 （齊藤飛鳥） | 「禿髪殺し」             | 『蝶として死す 平家物語推理抄』                 | 2021年4月（ミステリ・フロンティア） 2024年3月（創元推理文庫）  |
| 第15回 最終候補作 | 床品美帆              | 「431秒後の殺人」        | 『紙魚の手帖』vol.02 DECEMBER 2021              | 2021年12月（東京創元社）                                       |
| 第15回 最終候補作 | 床品美帆              | 「431秒後の殺人」        | 『431秒後の殺人 京都辻占探偵六角』              | 2022年4月（ミステリ・フロンティア）                            |